# Rusia en los Juegos Paralímpicos de Vancouver 2010
Rusia estuvo representada en los Juegos Paralímpicos de Vancouver 2010 por un total de 31 deportistas, 19 hombres y 12 mujeres.

## Medallistas
El equipo paralímpico ruso obtuvo las siguientes medallas:
| Nombre                                         | Deporte        | Evento                                         |
| ---------------------------------------------- | -------------- | ---------------------------------------------- |
| Oro                                            |                |                                                |
| Anna Burmistrova                               | Biatlón        | 3 km persecución de pie femenino               |
| Maria Iovleva                                  | Biatlón        | 10 km sentado femenino                         |
| Irek Zaripov                                   | Biatlón        | 2,4 km persecución sentado masculino           |
| Irek Zaripov                                   | Biatlón        | 12,5 km sentado masculino                      |
| Kiril Mijáilov                                 | Biatlón        | 3 km persecución de pie masculino              |
| Anna Burmistrova                               | Esquí de fondo | 15 km de pie femenino                          |
| Liubov Vasilieva Maria Iovleva Mijalina Lysova | Esquí de fondo | 3 × 2,5 km clase abierta femenino              |
| Irek Zaripov                                   | Esquí de fondo | 10 km sentado masculino                        |
| Irek Zaripov                                   | Esquí de fondo | 15 km sentado masculino                        |
| Serguéi Shilov                                 | Esquí de fondo | 1 km velocidad sentado masculino               |
| Kiril Mijáilov                                 | Esquí de fondo | 20 km de pie masculino                         |
| Kiril Mijáilov Nikolái Polujin Serguéi Shilov  | Esquí de fondo | 1 × 4/2 × 5 km clase abierta masculino         |
| Plata                                          |                |                                                |
| Liubov Vasilieva                               | Biatlón        | 3 km persecución discapacidad visual femenino  |
| Liubov Vasilieva                               | Biatlón        | 12,5 km discapacidad visual femenino           |
| Maria Iovleva                                  | Biatlón        | 2,4 km persecución sentado femenino            |
| Anna Burmistrova                               | Biatlón        | 12,5 km de pie femenino                        |
| Nikolái Polujin                                | Biatlón        | 3 km persecución discapacidad visual masculino |
| Nikolái Polujin                                | Biatlón        | 12,5 km discapacidad visual masculino          |
| Vladímir Kiselev                               | Biatlón        | 12,5 km sentado masculino                      |
| Mijalina Lysova                                | Esquí de fondo | 1 km velocidad discapacidad visual femenino    |
| Mijalina Lysova                                | Esquí de fondo | 5 km discapacidad visual femenino              |
| Liubov Vasilieva                               | Esquí de fondo | 15 km discapacidad visual femenino             |
| Nikolái Polujin                                | Esquí de fondo | 1 km velocidad discapacidad visual masculino   |
| Nikolái Polujin                                | Esquí de fondo | 20 km discapacidad visual masculino            |
| Kiril Mijáilov                                 | Esquí de fondo | 1 km velocidad de pie masculino                |
| Kiril Mijáilov                                 | Esquí de fondo | 10 km de pie masculino                         |
| Irek Zaripov                                   | Esquí de fondo | 1 km velocidad sentado masculino               |
| Roman Petushkov                                | Esquí de fondo | 15 km sentado masculino                        |
| Bronce                                         |                |                                                |
| Mijalina Lysova                                | Biatlón        | 3 km persecución discapacidad visual femenino  |
| Mijalina Lysova                                | Biatlón        | 12,5 km discapacidad visual femenino           |
| Alena Gorbunova                                | Biatlón        | 3 km persecución de pie femenino               |
| Roman Petushkov                                | Biatlón        | 12,5 km masculino                              |
| Liubov Vasilieva                               | Esquí de fondo | 1 km velocidad discapacidad visual femenino    |
| Anna Burmistrova                               | Esquí de fondo | 1 km velocidad de pie femenino                 |
| Tatiana Ilioutchenko                           | Esquí de fondo | 5 km discapacidad visual femenino              |
| Vladímir Kiselev                               | Esquí de fondo | 1 km velocidad sentado masculino               |
| Nikolái Polujin                                | Esquí de fondo | 10 km discapacidad visual masculino            |
| Vladímir Kónonov                               | Esquí de fondo | 20 km de pie masculino                         |